# CFYX-FM
CFYX-FM est une station de radio québécoise de langue française diffusant de Rimouski.
Détenue et exploitée par Radio Rimousk inc., une division de Groupe Radio Simard, elle diffuse à la fréquence 93,3 MHz avec une puissance rayonnée de 18 197 W en utilisant une antenne omnidirectionnelle (Classe C1 (en)).
La station adopte d'abord un format « Adulte contemporain » sous le label FM 93, relayant la programmation des stations montréalaises de Cogeco CHMP-FM et CKOI-FM. Il s'agit maintenant d'un relais pour la programmation de CHMP-FM, à l'exception des émissions locales diffusées le matin, le midi et l'après-midi.

## Histoire
La station reçoit l'approbation du CRTC en 2006, puis commence la diffusion le 9 octobre 2007 à 7 h. L'indicatif d'appel d'origine de la station est CIEL-FM-6, mais il est remplacé par CFYX-FM en mai 2007.
Le 11 décembre 2008, le CRTC autorise le Groupe Simard à diffuser d'un réémetteur à la fréquence 103,1 MHz dans les environs de Rivière-du-Loup.
Le 6 juillet 2011, le groupe demande une licence pour l'ajout d'un nouvel émetteur FM à Amqui. L'émetteur proposé aurait été exploité à 92,7 MHz; la demande est retirée le 23 septembre 2011,.
Le 28 février 2012 à 17 h 30, la direction ferme la station, jugeant son opération non rentable. La station est remise en ondes le 10 juillet 2013,.

## Animateurs locaux
- Michel Turcotte (Réveil Rimouski)
- Pierre Michaud (Réveil Rimouski, Le Retour de l'Est)
- François Dumas (Réveil Rimouski, Le Retour de l'Est)
- Jean Brisson (samedis matins)
- Bob Péloquin (Top succès (samedi), Génération 70-90 (dimanche))

Le reste de la programmation provient du 98,5 Montréal.